# Ружанський палац
Ружанський палац (біл. Ружанскі палац) — відома пам’ятка доби бароко в сучасній Білорусі, створена коштом родини Сапіг наприкінці 18 століття.

## Історія й передумови створення палацу
В 16 столітті садиба належала родині Тишкевичів. 1602 роком датовані записи про якісь будівельні роботи на території садиби без вказівок в якому саме місті. Садиба вже належала Сапегам. Роботи розпочалися за вказівкою володаря, яким був великий канцлер литовський Лев Сапега.
Наприкінці 17 ст. Ружани вже стали невеликим містом з переважно єврейськими мешканцями: місто мало дев'ять прямих вулиць, добрі шляхи, новий ринок, кам'яну забудову мешканців, крамниці, поштову станцію.
На початку 18 ст. розпочалася Велика Північна війна між Московією та Швецією, куди були втягнуті Данія, Саксонія і Річ Посполита. В Речі Посполитій пройшло розмежування політичних сил: ставленика Російського царя Петра І підтримали магнати Радзівілли, на протилежному боці були магнати Сапеги та ставленик Швеції — Станіслав Лещинський, який не втримав трон і відбув в почесне заслання у Францію. Перемогу вибороли Радзівілли. Переможці сприяли руйнації замку в Ружанах. В травні 1706 року вояки Карла ХІІ здобули і поруйнували Ружани, замок пограбували ще до прибуття шведів конфедерати Радзивіллів. Розбрат в Речі Посполитій робив її все більш слабкою, що закінчиться трьома розділами країни між зміцнілими сусідніми державами і втратою Польщею державності.
1748 року садиба належала Кристині Масальській (з родини Сапег). Тоді ж розпочато відновлення замку за проєктом королівського архітектора Яна Зигмунта Дейбла (1687? — 1752). Архітектор помер 1752 року і будівництво продовжив учень Дейбла — Ян Самуель Беккер, саксонець за походженням.

## Твір Беккера

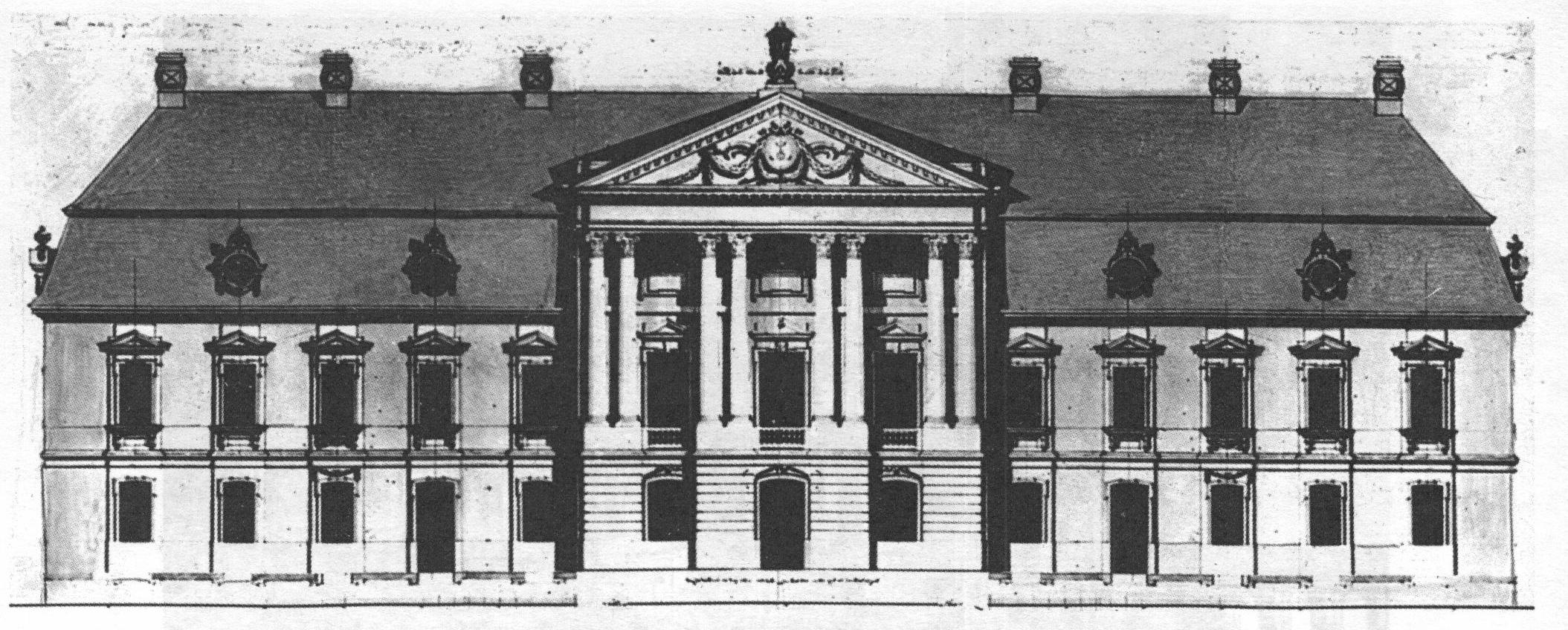
Фасад Ружанського палацу на курдонер, проєкт

Територію готували до будівництва нової резиденції. Розібрали руїни замку та дві його вежі.
Комплекс палацу і господарських споруд переріс в пишний, практично бароковий ансамбль з палацом магната і двома флігелями, в'їзною брамою і кордегардією, поєднаними наскрізними аркадами. Споруди утворювали великий почесний двір (курдонер), площа якого дорівнювала два гектари. Новозбудований палац прикрасили портиком з подвоєними колонами, які вінчав трикутний фронтон з ліпленим скульптурним декором. Дахи зберігали бароковий характер з переломом та люкарнами. Зберігав комплекс і осьову побудову барокових ансамблів попередньої доби. Частка господарських споруд була винесена за курдонер, але всі споруди зберігали симетричне розташування. Бароко довго не здавало позицій в культурі Польщі, бо було орієнтоване на смаки магнатських родин з їх потягом до пишноти і величі. Але в мистецтві Західної Європи розпочався поворот до класицизму, моду на який діяльно підтримувала і пропагувала Франція. Відгомони новомодного класицизму знайшли відбиток в спрощених фасадах магнацького палацу, рустикації кордегардій та обох флігелів. Велич і пишнота були притаманні залам палацу і припалацовому театру, створеному за зразком театру Фарнезе в місті Парма, Італія. Великою прихильницею театральних вистав була дружина Олександра Сапеги — Магдалина.

## Західний флігель. Картинна галерея і бібліотека
Родинний архів і арсенал мав ще поруйнований замок 17 століття. В 18 столітті нову резиденцію прикрасили — бібліотека та картинна галерея, розташовані в Західному флігелі. Бібліотека Сапег налічувала не менше 2 000 видань і мала власний екслібрис.
Кількість картин тільки в Ружанах перевищувала двісті (200) зразків. В різних палацах Сапег зберігались твори польських та італійських майстрів — Паоло Веронезе та його майстерні, Полідоро да Караваджо та ін. Мистецькі скарби родини Сапег доповнювали гобелени з Франції, ювелірні вироби з срібла, мармурові погруддя історичних осіб, коштовний посуд, серед якого золотий келих полоненого московського царя Шуйського, два келихи з монолітного гірського кришталю «Іван» та «Іваніха» тощо.

## Східний флігель. Театр і Манеж

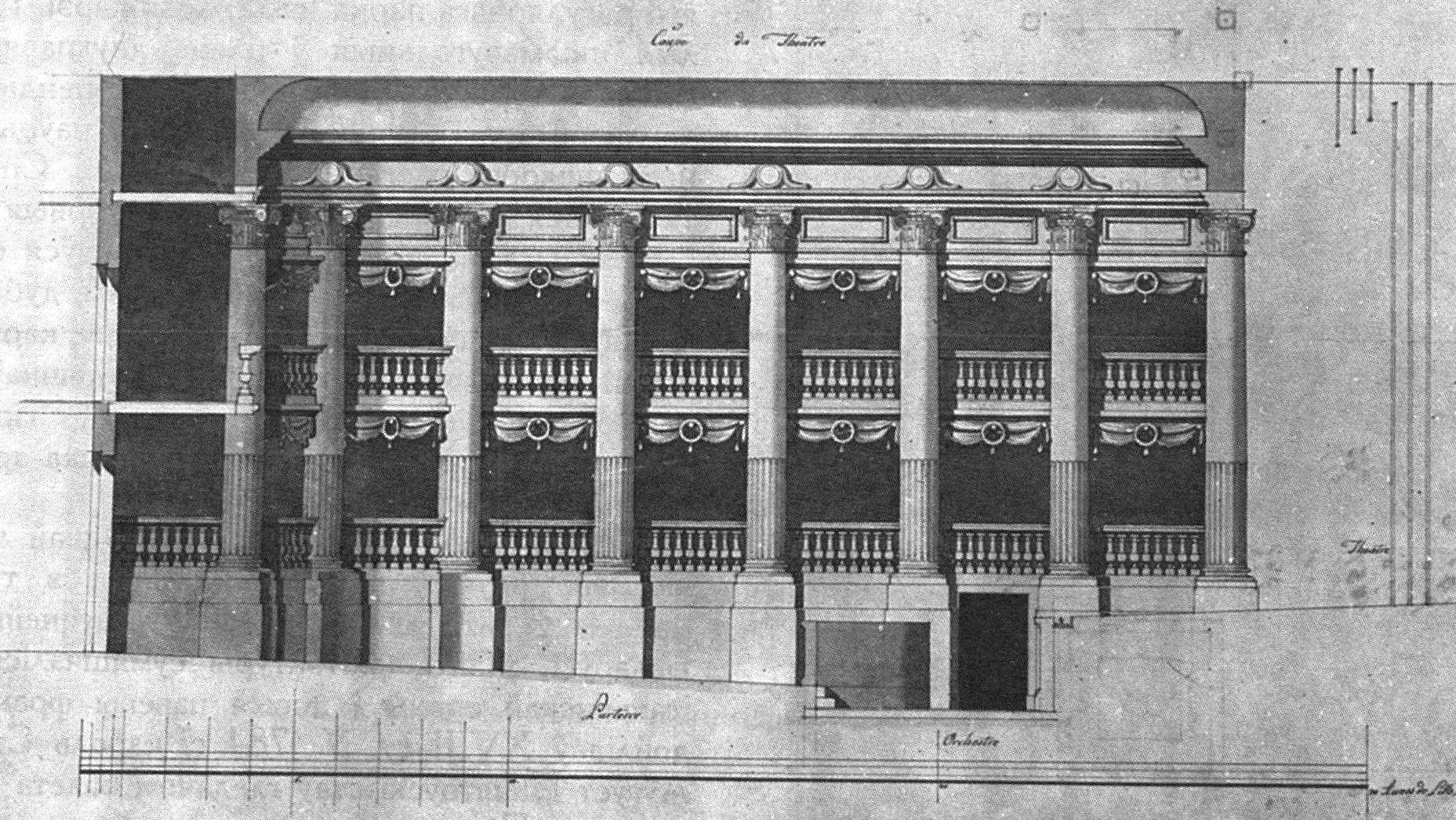
Театральна зала, проєкт

Симетрично Західного флігеля на протилежному боці почесного двору стояв Східний флігель. В середині споруди розмістили парадні сходи, що поділяли корпус на критий манеж та театр. Глядацька зала театру мала вигляд підкови з двома ярусами лож. Сцена мала театральні механізми з можливостями тричі міняти декорації. Акторів навчали французькій мові , якщо ставили вистави французьких авторів. Так, 1784 року на честь короля Польщі Станіслава Августа Понятовського дали балет «Милосердя (імператора) Тіта» та музичну комедію «Чарівне дерево». В кращу пору оркестр театра мав до сорока музикантів.

## Припалацовий сад

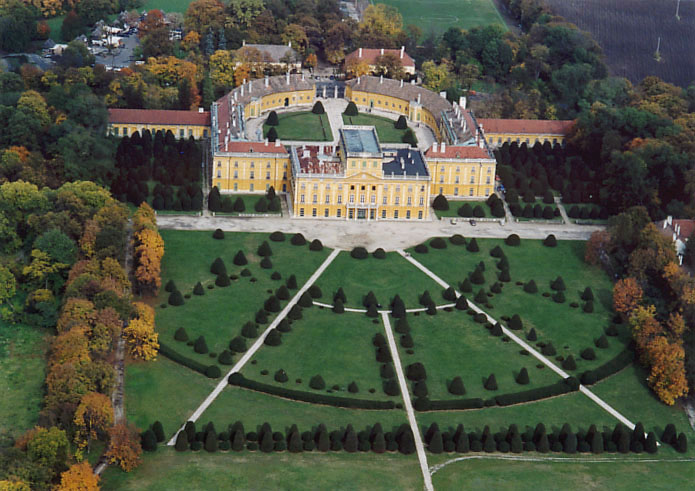
Палац Естерхазі,Угорщина

Унікальним на теренах Білорусі був в сад бароко, створений на північній стороні Ружанського замку. Він нагадував віяло, покладене на землю. Його теж створив Ян Самуель Беккер. Сад бароко починався з заокругленої галявини перед парковим фасадом палацу і мав радіально-кільцеве розпланування. Кожна з алей саду закінчувалась парковим павільйоном, серед яких був і театр просто неба . Сад був знищений раніше за палац і відомий лише за описами. В повоєнні роки 20 ст. його забудували приватними будинками.
Подібне розпланування саду бароко в Центральній Європі має палац Естерхазі у Фертеді, Угорщина, але він значно простіший, ніж сад бароко Ружанського палацу.

## Інвентар палацового майна
Вже наприкінці 18 століття старий Олександр Міхал Сапега (1730—1793) охолов до добре обжитої резиденції в Ружанах. Дружина Магдалина Роза — померла. А їх чотири доньки жили окремими родинами. Сапега перебрався в палац в Варшаві. А господарські приміщення резиденції передав в оренду єврею Лейбу Піносу, що займався суконним підприємництвом. Ткацька мануфактура (фабрика) з виробництва тканин, сукна, скатертин існувала тут ще за Сапег. Мистецькі коштовності, гобелени, картинну галерею, частку бібліотеки перевозять в палац в Деречині та в палац в Гродно. Прибутки з Ружан зменшуються і резиденція занепадає. 1793 р. Олександр Міхал помер, а нащадок Францишек Сапега з родиною роблять резиденцією Деречин неподалік Слоніма. 1793 р. був складений опис палацового майна, що надав можливість приблизно окреслити його кількість і якість.
Інвентар мав сорок чотири сторінки з переліком старовинних меблів, трьох сотень портретів і картин, коштовного посуду, виробів з хутра та шуб, старовинної зброї з приватного арсеналу, серії гобеленів, низки скульптур. Не менш коштовним був архів родини Сапег. 1795 р. після Третього розділу Польщі хазяїном краю імператриця Катерина ІІ зробила полководця Петра Рум'янцева-Задунайського.

## В 19 ст.

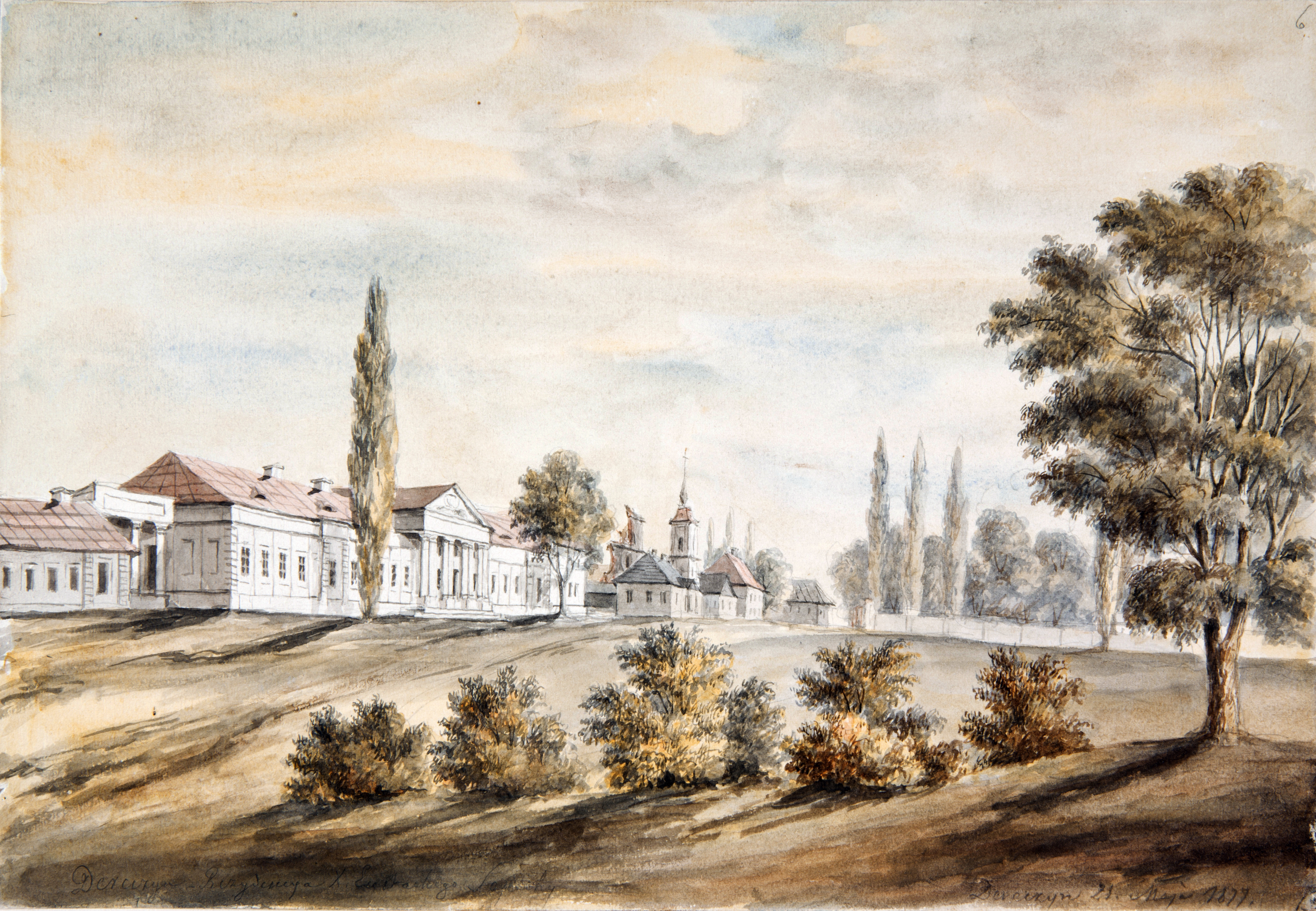
Худ. Наполеон Орда. Палац в Деречині, 1877 рік.

В 1812 році Ружани здобули війська Наполеона Бонапарта. Місто пограбували, але покинутий палац не руйнували. 1829 року Ружанський палац перейшов в майно Євстафія Сапеги (1797—1860 рр.) Євстафій підтримав національно-визвольне повстання 1830—1831 рр., чим став на бік програвших. Російський імператор Микола І як покарання негайно конфіскував майно бунтівних польських магнатів і католицької церкви (монастирі і костели передали православній церкві). Російські військові пограбували Ружанський палац, палац в Гродно та резиденцію в Деречині. Майно та мистецькі скарби 1832 року вивезли в Санкт-Петербург, частка перейшла в Петербурзьку Академію мистецтв, частка — в російські імператорські резиденції (Імператорський Ермітаж, Гатчинський палац тощо).
Конфісковане майно родини знову занотували: в Російську імперію перевезено -
- двісті вісімдесят сім (287) картин
- срібні вироби (бл. 200 кг)
- мармурові скульптури (двадцять дві)
- книги з бібліотек

Бібліотечні зібрання Сапег близько 3 000 зразків на десяти мовах передані 1834 року в Імператорську публічну бібліотеку. В Білорусі створено царську резиденцію, куди теж перевезено конфісковане майно Сапег.
Ружанський палац передано підприємцям родини Пінос, де діяли ткацькі майстерні, майстерні-візовні тощо. Але виробництво скорочувалось, бо економіка краю в 19 ст. перебувала в кризі. Першими загинули і зникли звіринець та регулярний парк.

## У 20 ст.
Ружанський палац, покинутий і занедбаний, опинився у вирі трагічних і швидкоплинних подій 20 століття. 1914 року сталася пожежа. Тут ще діяла прядильні майстерні, але територію 1915 року захопили вояки Австро-Угорщини. Майстерні не чіпали, а в порожніх приміщеннях створили військовий шпиталь. В повоєнні роки землі відійшли до новоствореної Польщі, що відновила власну державність. 1933 року нащадок роду (Євстафій Сапега), тодішній міністр закордонних справ Польщі, передав резиденцію старшому синові — Яну Сапегі. Останній розпочав відновлювальні роботи, які припинили 1939 року через анексію земель західної Білорусі Червоною Армією Сталіна.
1944 року територію тимчасово окупували німецькі фашисти. Єврейські мешканці Ружан були винищені. Палац в черговий раз постраждав.
За часів СРСР палац стояв пусткою. Поруйновані — палац, наскрізні аркади (що облямовували двір), всі дахи, зник Західний флігель, територію якого забудували приватними будинками. Східний флігель зберіг мури лише до карнизів, але повністю втрачені манеж, центральні сходи і розкішний театр, всі інтер'єри.

## Галерея

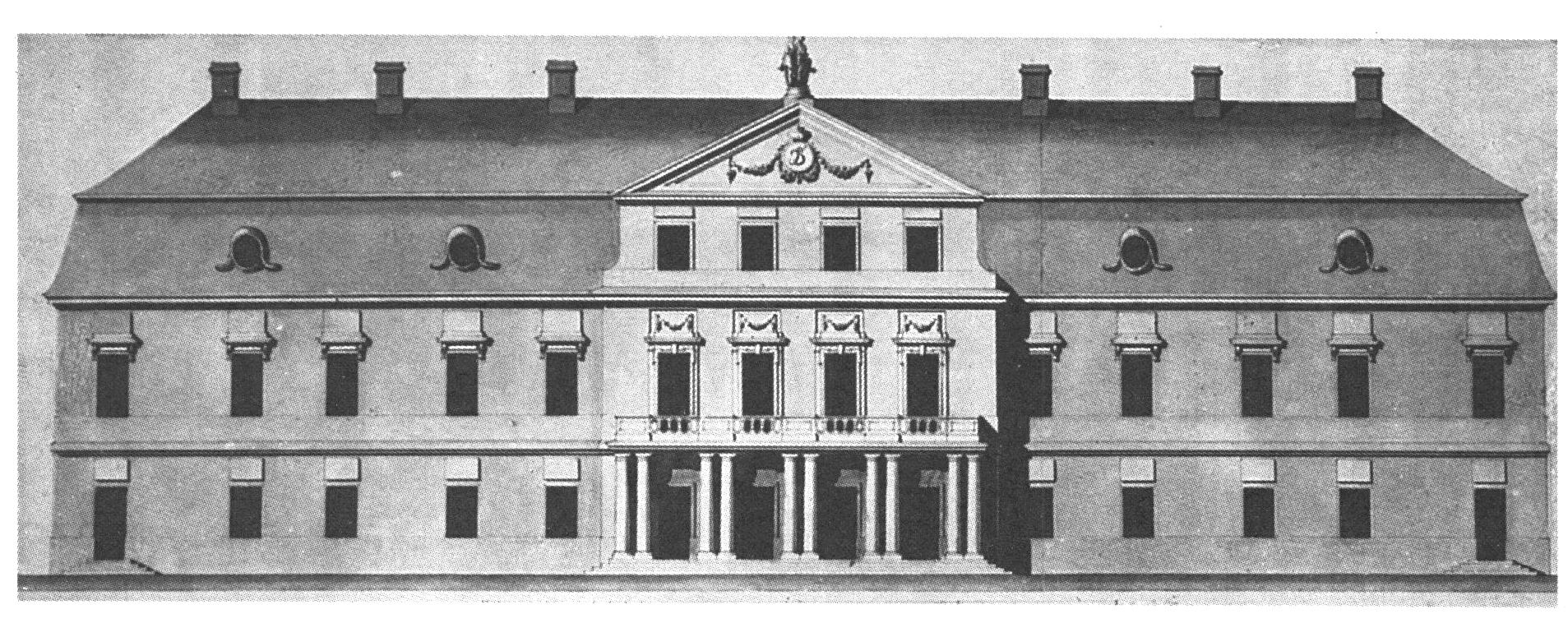
Садовий фасад Ружанського палацу, проєкт
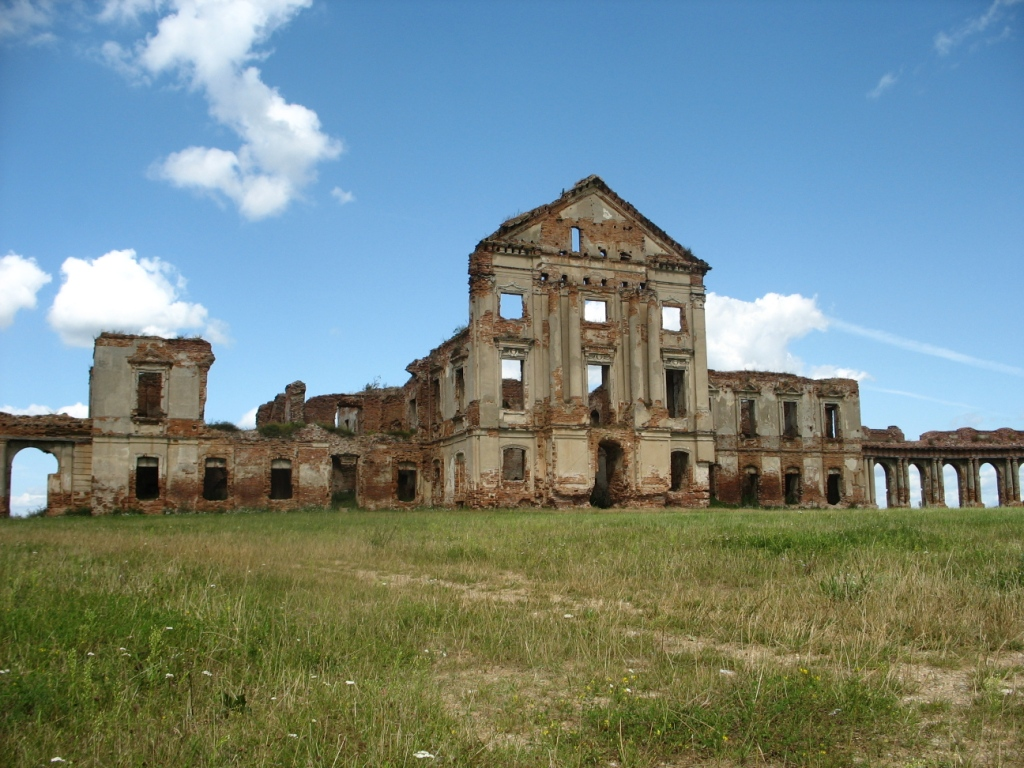
Стан на 2009 р.
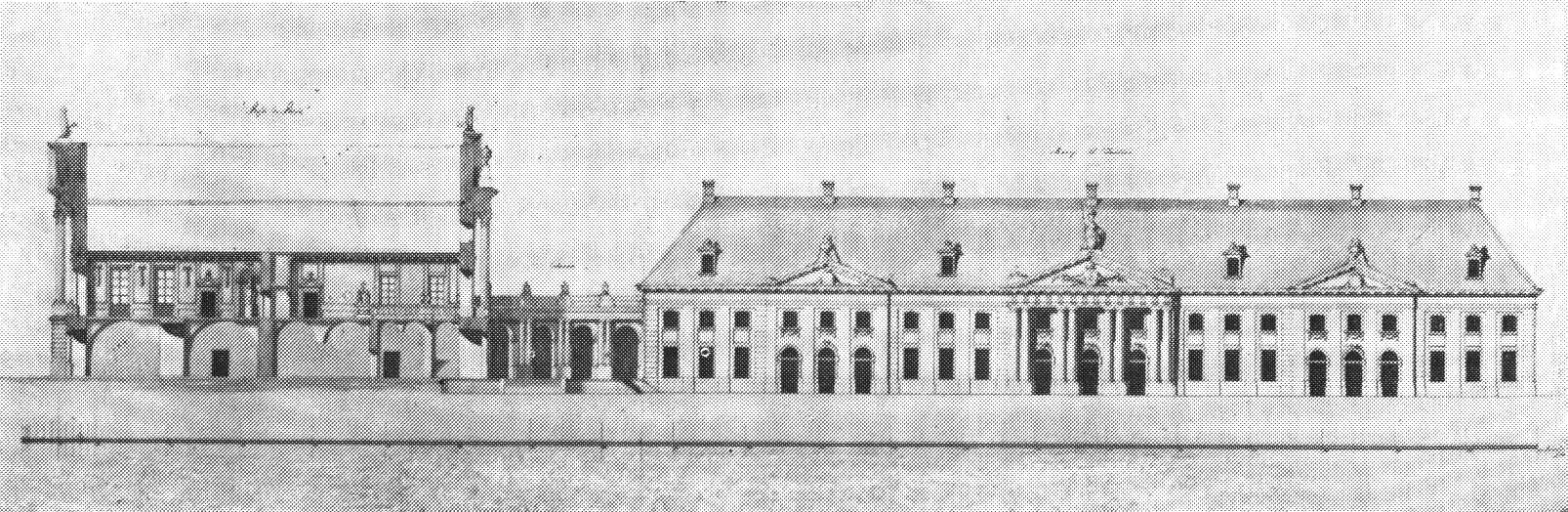
Флігель з театром та манежем, проєкт
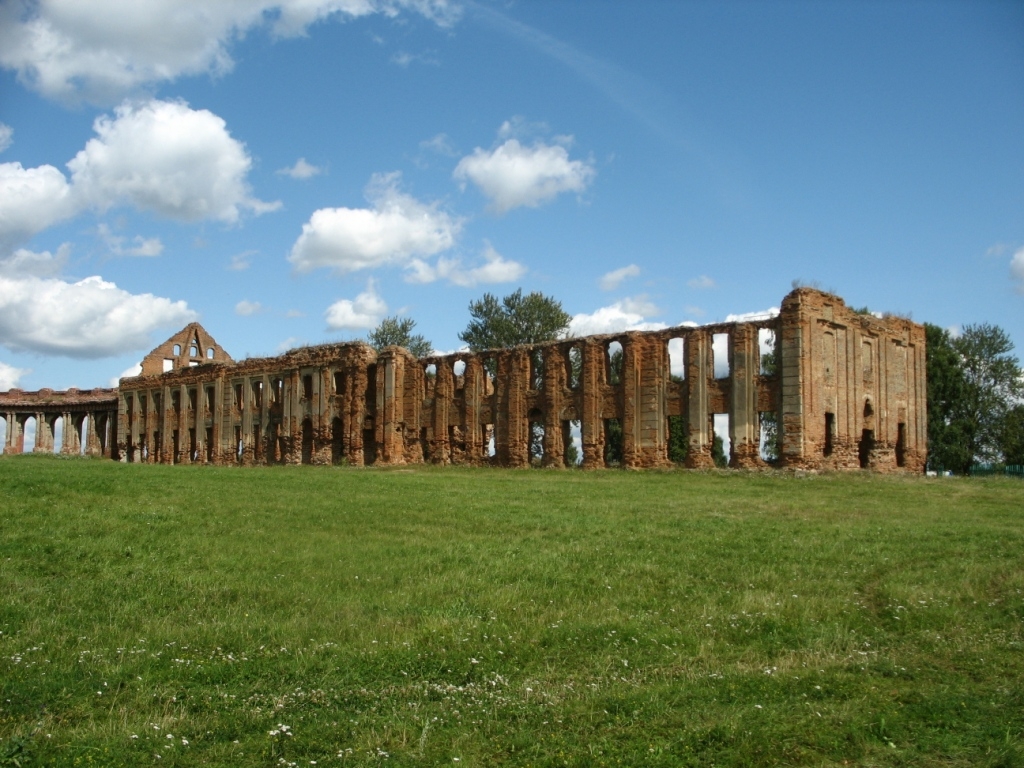
Флігель з театром, стан на  2009 р.
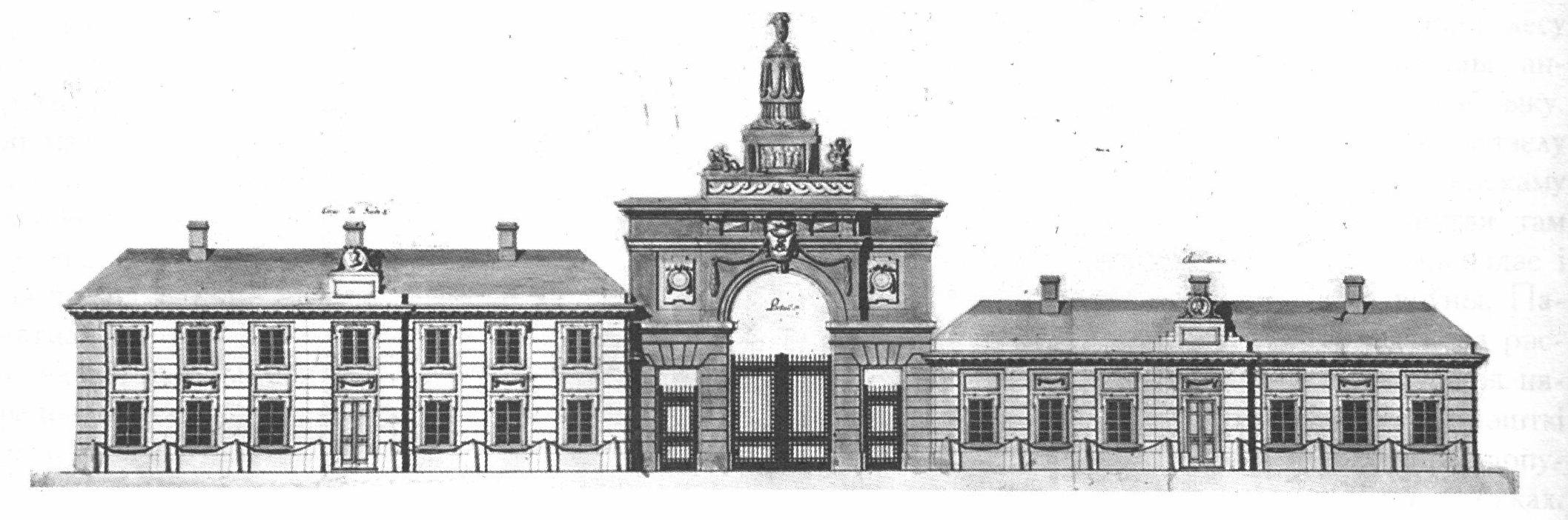
Парадна брама, проєкт
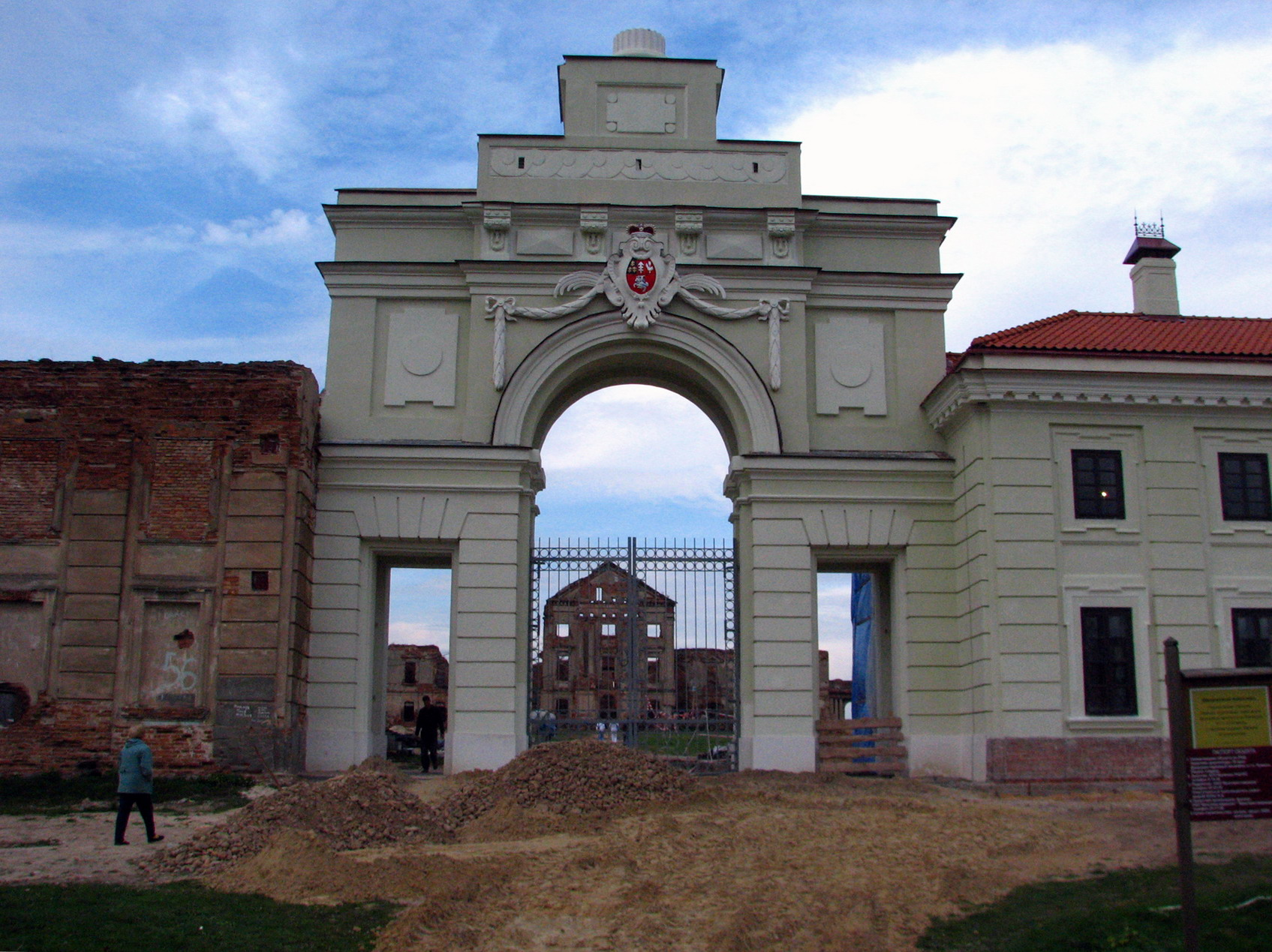
Реставрація брами у 2010 р.
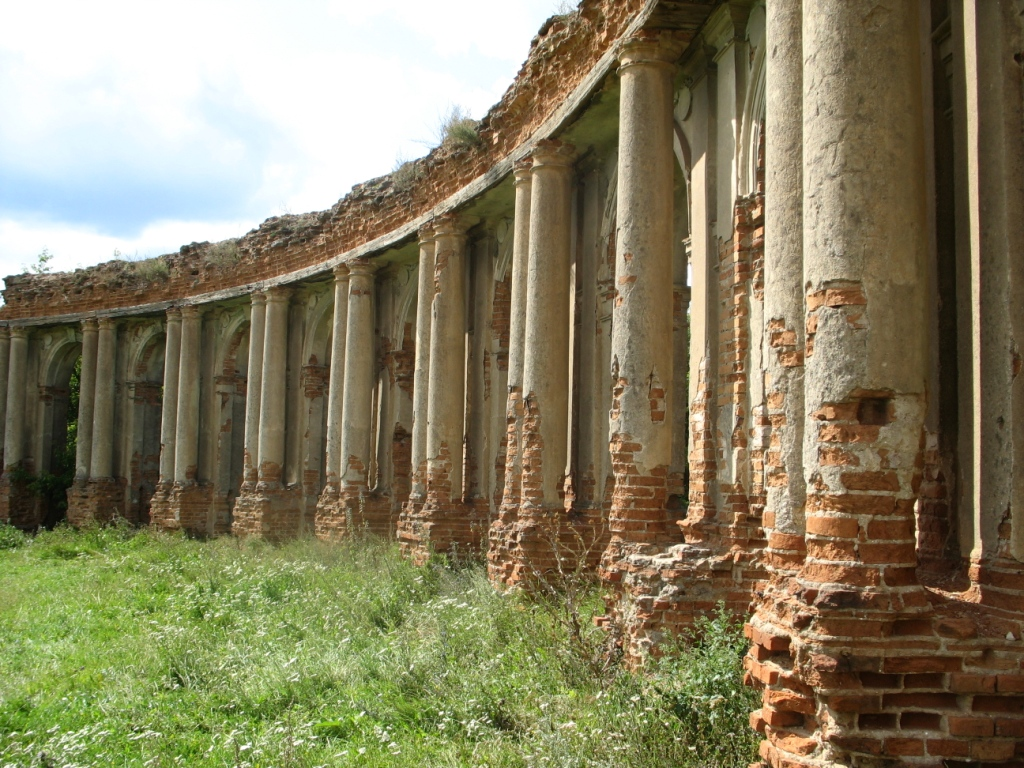
Наскрізна аркада.
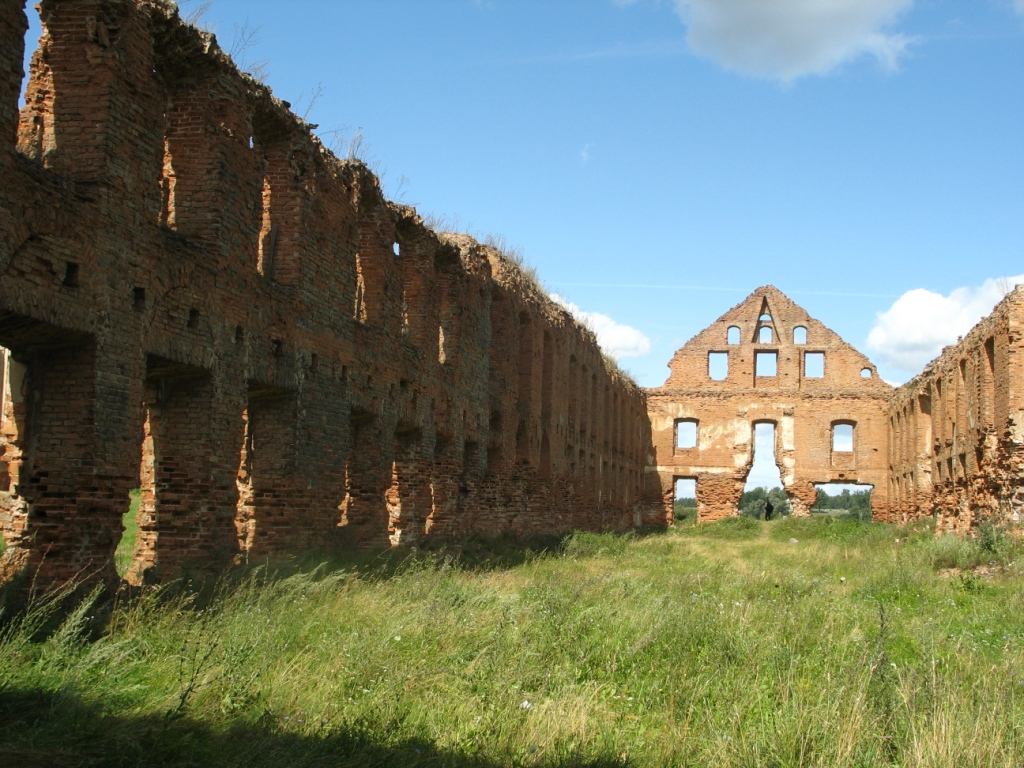
Флігель з театром,внутрішній вигляд на 2009 р.
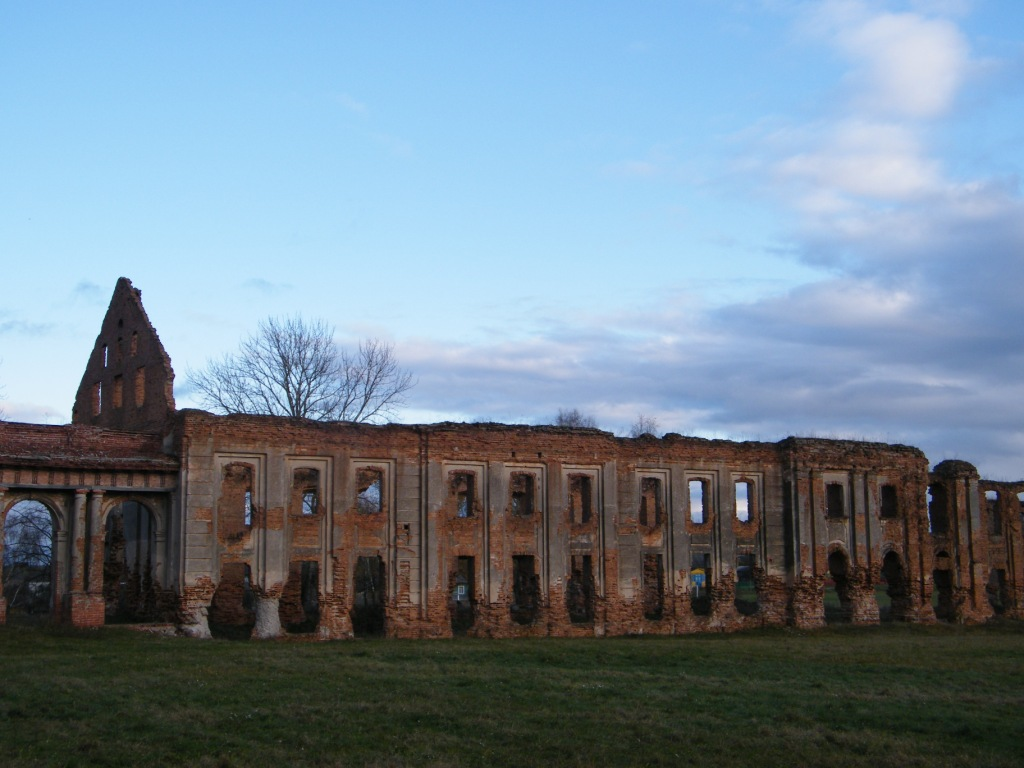
Фасад колишнього театру.